# ردنیا
ردنیا (به اسپانیایی: Rodonyà) یک شهرستان در اسپانیا است که در استان تاراگونا واقع شده‌است.